# Daphniphyllaceae
Daphniphyllaceae је фамилија дикотиледоних биљака из реда Saxifragales. Обухвата један род (Daphniphyllum) са око 30 врста. Фамилија је распрострањења у источној и југоисточној Азији. Диплоидан број хромозома у роду је 32.